# Голландер, Христиан Янсон
Христиан Янсон Голландер (Hollander), возможно рождён около 1512 года, в Дордрехте — умер, в Инсбруке, примерно в январе — июле 1569 года — камермузыкант императора Фердинанда I, композитор, капельмейстер, певец, эпохи Возрождения.

## История
Христиан сын контрапунктиста Янса Голландера.
Христиан Янсон Голландер, в 1549 — 1557 годах, был церковным капельмейстером в Оденарде, а в 1559 — 1564 годах певец капеллы императора Фердинанда I, после смерти которого следы Х. Я. Голландера теряются. 
Его друг И. Пюлер, в Швандорфе, Баварское герцогство Германо-римской империи, в 1570 году, издал сборники его произведений, обозначая его умершим. Позже Коммер вновь издал ряд мотетов и песен Х. Я. Голландера.

## Произведения
Произведения:
- «Новые немецкие духовные и светские песни» («Neue teutsche geistliche und weltliche Liedlein»), 4 — 8-глсн., 1570 год, 2-е издание 1575 год;
- «Трициния» («Tricinia»), 1573 год;
- 40 мотетов на 4 — 8 гол. рассеяны по сборникам XVI столетия.